# The Guild
The Guild ist eine preisgekrönte Online-Sitcom über die Leben der Mitglieder der Computerspiel-Gilde The Knights of Good. Jede Episode ist ca. 3–13 Minuten lang.
Die Serie ist absichtlich allgemein gehalten, um urheberrechtliche Probleme zu vermeiden und eine möglichst breite Basis von MMORPG-Fans anzusprechen. Die erste Episode wurde am 27. Juni 2007 veröffentlicht. Die Serie dokumentiert das Leben von Codex, der Heilerin der Knights of Good, die versucht ein normales Leben zu führen, nachdem einer ihrer Gildenkollegen vor ihrer Tür auftaucht. The Guild wird von Felicia Day geschrieben, Regie führen Jane Selle Morgan, Greg Bensen (Staffel 1), Sean Becker (Staffel 2–5) und Chris Preksta (Staffel 6). Produziert wird die Serie von Day, Morgan und Kim Evey.
Die ersten drei Episoden der Serie wurden von den Produzentinnen privat vorfinanziert. Als das Geld aufgebraucht war, ermöglichte eine Spendenkampagne via PayPal die Fortsetzung der Produktion. Die Dreharbeiten zur zweiten Staffel wurden aus den Erlösen der Staffel-1-DVD anfinanziert. Es gelang Felicia Day, die Firma Microsoft als Sponsor zu gewinnen, wobei sie die Rechte an der Serie behalten konnte. Die Staffeln 2 bis 5 erschienen daher immer zunächst auf den Microsoft-Videoplattformen. Wegen eines geänderten Geschäftsmodells stellte Microsoft das Sponsoring mit Ende der fünften Staffel ein. Die ab Herbst 2012 veröffentlichte sechste Staffel wurde aus Mitteln für Felicia Days YouTube TV-Projekt Geek & Sundry finanziert und erschien daher wie Staffel 1 zunächst auf YouTube. Am 8. Januar 2013 wurde die zwölfte und letzte Episode der sechsten Staffel veröffentlicht. Im Juli 2013 bestätigte Day, dass es keine Fortsetzung als Webserie geben werde.
Alle Staffeln wurden auf DVD veröffentlicht und stehen in Spielfilmlänge mit Trivia-Kommentaren auf Youtube zur Verfügung.

## Preise

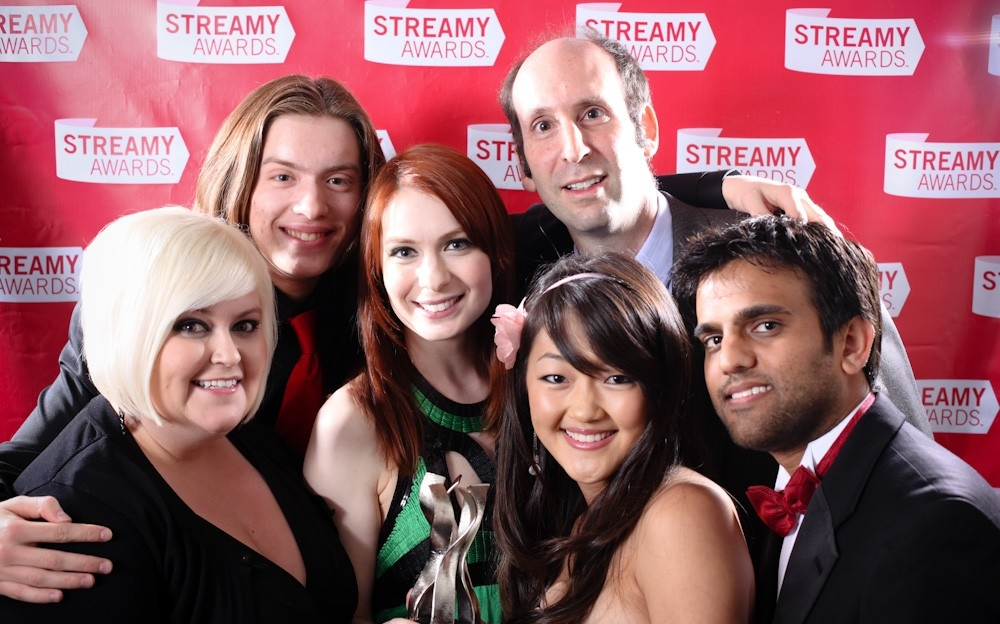
Die Hauptdarsteller der Serie bei den Streamy Awards 2009

- 2007 YouTube Video Award – Beste Serie[2]
- 2008 South by Southwest Greenlight Award – Best Original Production.[3]
- 2008 Yahoo! Video Award – Beste Serie[4]
- 2009 Streamy Awards – Best Comedy Web Series, Best Ensemble Cast in a Web Series, Best Female Actor in a Comedy Web Series (Felicia Day).[5]